# Giuseppe Olivotti
Giuseppe Olivotti (Venezia, 20 novembre 1905 – Venezia, 9 marzo 1974) è stato un vescovo cattolico italiano.

## Biografia

### Ministero sacerdotale
Nato a Venezia il 20 novembre 1905, viene ordinato sacerdote il 21 luglio 1929.
Durante la seconda guerra mondiale si spese per aiutare profughi, perseguitati e reduci. Dopo la fine della guerra fondò e finanziò parzialmente una serie di colonie e case per bambini bisognosi, abbandonati e malati, e per adulti non autosufficienti dando poi vita all'Opera Santa Maria della Carità tanto da meritare l'epiteto di "vescovo della carità".
Dopo le leggi razziali, nascose una famiglia di ebrei composta da dodici persone tra cui quattro disertori in una casa di proprietà nella quale si erano sistemati diversi sfollati ai quali aveva offerto ricovero.
La cooperativa che ha preso il suo nome opera oggi anche in Africa e America Latina. e l'Opera Santa Maria della Carità, eretta come Fondazione dal cardinale Angelo Roncalli nel 1955 e riconosciuta civilmente nel 1959, opera offrendo residenze per anziani non autosufficienti e malati di Alzheimer, hospice per malati terminali oncologici, comunità per minori in difficoltà, per disabili fisici e psichici, per tossicodipendenti, per malati di Aids. Nel 1955 dona i suoi beni alla Chiesa.

### Ministero episcopale
Il 10 febbraio 1957 viene nominato vescovo ausiliare di Venezia e vescovo titolare di Samo da papa Pio XII; riceve la consacrazione episcopale il 19 marzo dello stesso anno dal cardinale patriarca di Venezia Angelo Giuseppe Roncalli (poi papa Giovanni XXIII), co-consacranti Ugo Camozzo, arcivescovo di Pisa, e Augusto Gianfranceschi, vescovo di Cesena e già vescovo ausiliare di Venezia.
Partecipa a tutte le sessioni del Concilio Vaticano II.
Muore il 9 marzo 1974 all'età di 68 anni.

## Genealogia episcopale
La genealogia episcopale è:
- Cardinale Scipione Rebiba
- Cardinale Giulio Antonio Santori
- Cardinale Girolamo Bernerio, O.P.
- Arcivescovo Galeazzo Sanvitale
- Cardinale Ludovico Ludovisi
- Cardinale Luigi Caetani
- Cardinale Ulderico Carpegna
- Cardinale Paluzzo Paluzzi Altieri degli Albertoni
- Papa Benedetto XIII
- Papa Benedetto XIV
- Papa Clemente XIII
- Cardinale Bernardino Giraud
- Cardinale Alessandro Mattei
- Cardinale Pietro Francesco Galleffi
- Cardinale Filippo de Angelis
- Cardinale Amilcare Malagola
- Cardinale Giovanni Tacci Porcelli
- Papa Giovanni XXIII
- Vescovo Giuseppe Olivotti